# O săptămână nebună
O săptămână nebună (titlu original: This Is Where I Leave You) este un film american de comedie dramatic din 2014 regizat de Shawn Levy. Rolurile principale au fost interpretate de actorii Jason Bateman, Tina Fey, Adam Driver, Rose Byrne, Corey Stoll, Kathryn Hahn, Connie Britton, Timothy Olyphant, Dax Shepard și Jane Fonda.

## Distribuție
- Jason Bateman - Judd Altman
- Tina Fey - Wendy Altman
- Jane Fonda - Hilary Altman
- Adam Driver - Phillip Altman
- Rose Byrne - Penny Moore
- Corey Stoll - Paul Altman
- Kathryn Hahn - Annie Altman
- Timothy Olyphant - Horry Callen
- Dax Shepard - Wade Beaufort
- Debra Monk - Linda Callen
- Ben Schwartz - Rabbi Charles "Boner" Grodner